# Кипарисово (станция)
Кипари́сово — железнодорожная платформа Владивостокского отделения Дальневосточной железной дороги на линии Уссурийск — Владивосток. Расположена в посёлке Кипарисово Надеждинского района Приморского края.
Названа в честь А. Ф. Кипарисова, инженера-путейца, строителя Уссурийской железной дороги.
Имеет отдельную тупиковую ветку с высокой посадочной платформой, с которой следуют электропоезда отправляющиеся в сторону Владивостока, на неё прибывают электропоезда для которых «Кипарисово» является конечной станцией. Пассажирские поезда в большинстве проходят станцию без остановки.
Вторая платформа-низкая.На ней останавливаются остальные электропоезда идущие и во Владивосток и в Уссурийск.
На платформе останавливаются все электропоезда, следующие в направлении Уссурийска и Владивостока. В здании вокзала помимо железнодорожных касс имеется небольшой зал ожидания.